# Posavski obzornik
Posavski obzornik (COBISS) je slovenski regionalni časopis, ki izhaja od decembra 1997 za področje Posavja. Izide vsak drugi četrtek.